# Тип 63 (РСЗО)

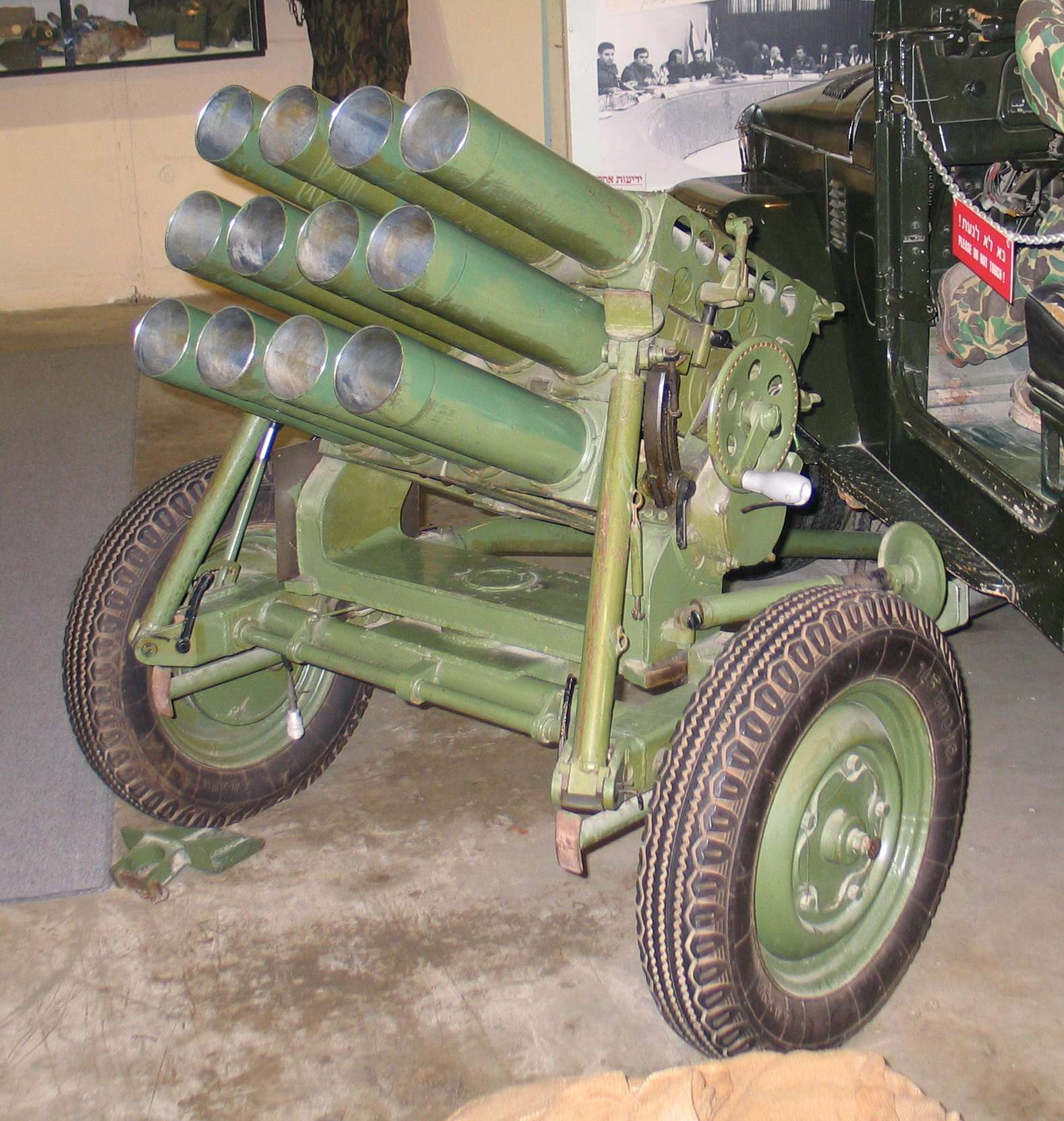
107-мм реактивный

Тип 63 — буксируемая реактивная система залпового огня (РСЗО), разработанная в Китайской Народной Республике в начале 1960-х годов. Является одной из самых распространённых в мире систем реактивной артиллерии. Кроме Китая, находится на вооружении армий более десятка государств, а также различных, в том числе и незаконных, вооружённых формирований. Кроме этого, в ряде стран производится по лицензии. Активно применяется в ряде вооружённых конфликтов в Афганистане, на Ближнем Востоке и в Африке.

## История создания
В 1950-х годах руководством КНР среди прочего вооружения было куплено несколько образцов советской РСЗО БМ-14. По заказу военного руководства Китая на основе советской системы, конструкторы завода № 847 создали буксируемую РСЗО для сухопутных войск китайской армии. Калибр был уменьшен со 140 до 107 мм, количество направляющих уменьшено с 16 до 12. В результате получилась дешёвая, простая в обращении и лёгкая система (613 кг против 1 560 кг у М-14), которая на поле боя могла передвигаться силами расчёта.
Также, был разработан облегченный вариант системы для воздушно-десантных и горно-пехотных войск под обозначением Тип 63-1. Она может разбираться на части для переноски вручную или вьючным способом.
В 1980-х китайцы стали монтировать систему на шасси грузовика Nanjing NJ-230 с колесной формулой 4х4, увеличенной кабиной для перевозки расчёта и отсеком для боекомплекта из 12 снарядов для перезарядки, что сделало систему залпового огня (получившей обозначение Тип 81) самоходной и гораздо более мобильной. Также в армии Китая применяется самоходный вариант Тип 63, смонтированный на квадроцикле.
Также, существует переносная одноствольная установка на треножном станке (Тип 85), предназначенная для спецподразделений, а также для размещения на малых кораблях и лодках. Вес установки — 22,5 кг.

## Описание конструкции
Пусковая установка системы Тип 63 представляет собой значительно доработанный и облегченный артиллерийский лафет на колесном ходу. Колеса, унифицированные с автомобильной техникой, имеют рессоры, что позволяет буксировать РСЗО с достаточно большими скоростями. К шасси лафета крепится поворотный станок. Он позволяет наводить стволы по горизонтали в пределах сектора шириной 32° и по вертикали от −3° до 57°. Несмотря на использование открытых с двух сторон труб, пусковая установка Тип 63 имела склонность к движению и прыжкам при стрельбе. Для компенсации этого явления в задней части лафета предусмотрели две раздвижные станины, в походном положении применявшиеся для буксировки, а также два упора на шарнирах спереди. При разложенных станинах и упорах установка Тип 63 стала гораздо более устойчивой и обеспечивала достаточную кучность при стрельбе залпом.

## Организационно-штатная структура
В армии КНР РСЗО Тип 63 находилась на вооружении артиллерийских батальонов пехотных полков. В начале 1980-х в каждом полку было по 6 пусковых установок (18 в пехотной дивизии).
В настоящий момент некоторое число установок Тип 63 разных модификаций находится на вооружении воздушно-десантных войск, горнострелковых и мобильных соединений армии КНР.

## Характеристики и свойства боеприпасов

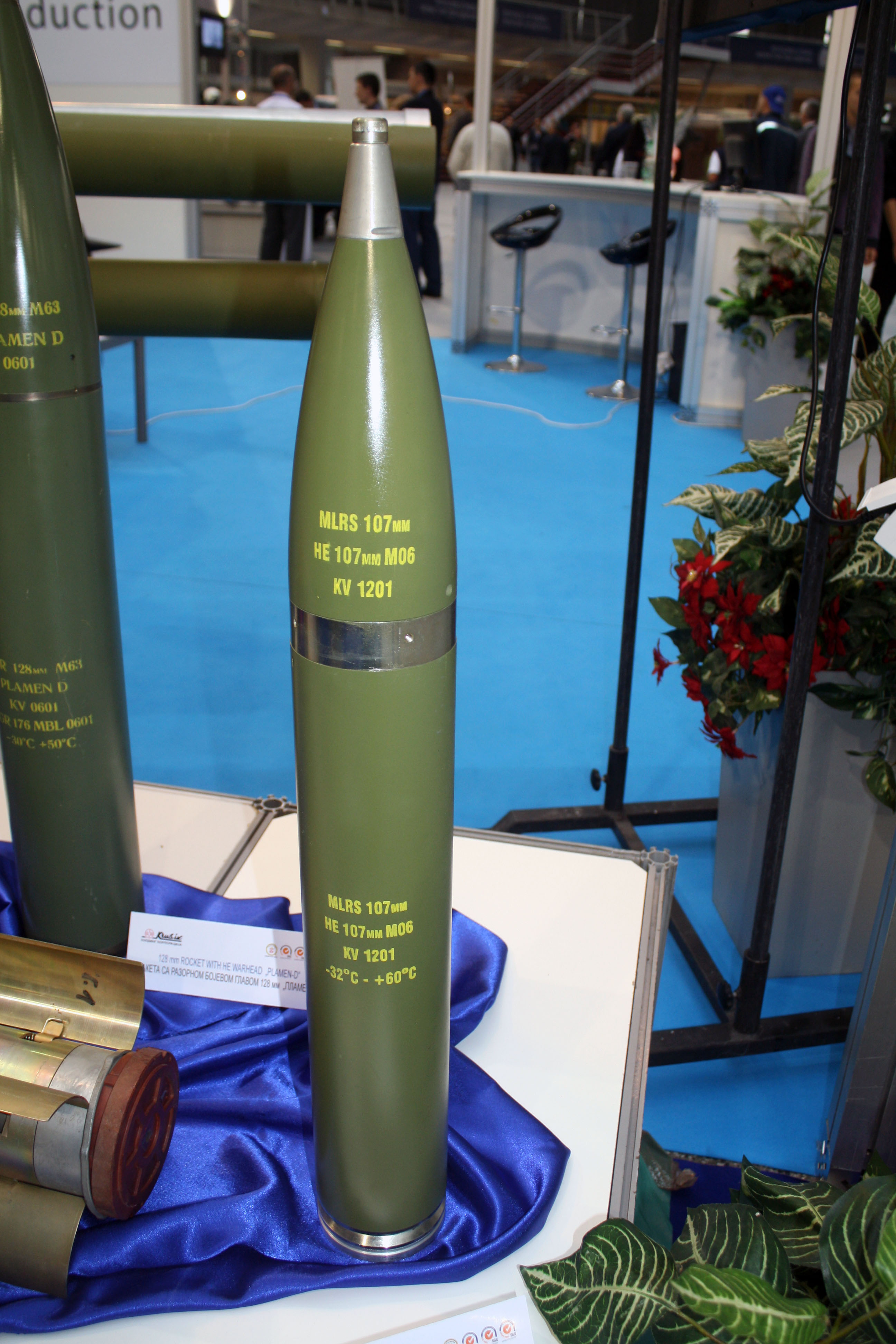
Модернизированный 107-мм реактивный снаряд М06 на выставке «Партнер 2015»

Боеприпасы системы Тип 63 представляют собой реактивные снаряды. В корпусе длиной от 760 до 840 мм размещается семь пороховых шашек, электрозапал и боевая часть. Для стабилизации в полете в задней части ракеты располагается сопловой блок с маршевым соплом и шестью наклонными, предназначенными для придания снаряду вращения. В боекомплект входят осколочно-фугасные снаряды, осколочно-фугасные с повышенным осколочным действием, зажигательные на основе белого фосфора и снаряды для постановки радиопомех. В последнем случае подрыв снаряда происходит на определенной высоте, вследствие чего в воздухе оказывается большое количество отражающих элементов. Все снаряды массой около 18 — 18,8 кг. Вес боевой части — 8,33 кг, заряд ВВ в осколочно-фугасном снаряде — 1,26 кг. Подрыв осуществляется контактным взрывателем и дополнительным детонатором. Взрыватель вворачивается в отверстие в носовой части снаряда перед стрельбой. При взрыве боевая часть даёт 1 214 осколков с радиусом поражения 12 м. Боевая часть улучшенного снаряда Тип 75-I снаряжена готовыми поражающими элементами (1 600 стальных шариков) с радиусом поражения 18 м. Зажигательный снаряд поджигает круговую область диаметром около 20 м и горит в течение примерно 40 секунд. При оптимальном угле возвышения снаряды летят примерно на восемь с половиной километров. Для запуска снарядов применяется электрическая система с ручным управлением на выносном пульте, что позволяет расчету на интуитивном уровне регулировать интервал между выстрелами. В то же время, соответствующими документами рекомендовалось отстреливать все двенадцать снарядов не более чем за 7-9 секунд. Расчёты показали, что в таком случае обеспечивается наибольшая эффективность поражения цели. Прямой наводкой по открытой цели возможно вести стрельбу на дистанцию до четырёх километров. Время перезарядки установки — 3 мин. В некоторых случаях нерегулярные вооруженные формирования запускали снаряды, просто уложив их на кучу земли и направив в нужную сторону.

## Лицензионные версии
РСЗО Тип 63 производится в ряде государств с некоторыми доработками или без них, но под собственными названиями:
- КНДР — Тип-75
- Иран — Fajr-1 от D.I.O. с ракетами Haseb-1[1]
- Египет — RL812/TLC от Helwan Machinery and Equipment Factory (Factory 999)
- Турция — собственная версия установки производства Roketsan
  - T-107 с ракетами от MKEK[англ.]
  - TR-107 «Anadolu»
  - TRB-107 с дальностью полёта ракеты до 13 000 м[2]
- Азербайджан — Boran[2] — совместное производство с Roketsan
- Судан — Taka[3]
- ЮАР — RO-107 от Mechem Developments

## На вооружении
Современные
- Азербайджан — некоторое количество T-107/Boran по состоянию на 2022 год[4]
- Буркина-Фасо — 4 Тип-63 по состоянию на 2022 год[5]
- Вьетнам — 360 Тип-63/Тип-75 по состоянию на 2022 год[6]
- Габон — 16 PH-63 на 2022 год[7]
- Гана — до 5 Тип-63 на 2022 год[8]
- Джибути — 2 PH-63 установленных на PKSV AUV на 2022 год[9]
- Зимбабве — 16 Тип-63 на 2022 год[10]
- Иран — 700 Тип-63 и 600 Fajr-1 по состоянию на 2022 год[11]
- Камбоджа — >68 Тип-63/Тип-75 по состоянию на 2022 год[12]
- КНДР — 5500 Тип-63/Тип-75/VTT-323 по состоянию на 2022 год[13]
  -  Рабоче-крестьянская Красная гвардия — некоторое количество Тип-63/Тип-75/VTT-323 по состоянию на 2022 год
- Конго, ДР — 12 Тип-63 по состоянию на 2022 год[14]
- Ливия — некоторое количество Тип-63/Тип-75 по состоянию на 2022 год[15], было >300 установок по состоянию на 2010 год[16]
- Мавритания — 4 Тип-63 по состоянию на 2022 год[17]
- Мьянма — 30 Тип-63 по состоянию на 2022 год[18]
- Никарагуа — 33 по состоянию на 2022 год[19]
- Россия — некоторое количество северокорейских Тип 75 по состоянию на 2025 год[20].
- Пакистан — некоторое количество Type 81 SPMRL (установка РСЗО Тип 63, смонтированная на платформе лёгкого грузовика) по состоянию на 2020 год[21]
- Сирия — некоторое количество Тип-63/RL812 по состоянию на 2022 год[22], на 2010 год в строю находилось 200 установок[23]
  - Джейш аль-Ислам (антиправительственная вооружённая группировка) — некоторое количество по состоянию на 2022 год[24]
- Судан — 477 Тип-63/Taka по состоянию на 2022 год[25]
- Уганда — некоторое количество Тип-63 по состоянию на 2022 год[26]
- Чад — некоторое количество PH-63 по состоянию на 2022 год[27]
- Эфиопия — некоторое количество (25) PH-63 по состоянию на 2022 год[28]
- Южный Судан — некоторое количество Тип-63/PH-63/Taka на 2022 год[29]

Бывшие
- Албания — 10 по состоянию на 1994 год, ранее было до 270[30]
- Египет — нет данных, ранее были на вооружении установки Тип-63 собственного производства под обозначением RL812
- Мали — с 2013 года нет информации
- Турция — нет данных, ранее были на вооружении установки Тип-63 собственного производства под обозначением T-107/TR-107/TRB-107
- ЮАР — некоторое количество RO-107

## Боевое применение

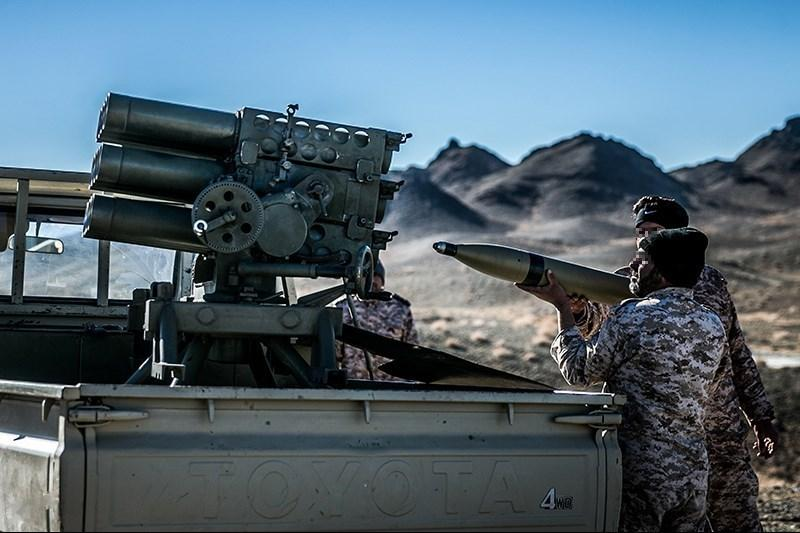
Бойцы КСИР используют установку Тип-63 установленную на пикапе, 2017 год

1. Война во Вьетнаме — применялись войсками Северного Вьетнама.
2. Китайско-вьетнамские конфликты с 1979 по 1990 год — применялись обеими сторонами.
3. Боснийская война — активно применялись против войск Республики Сербской Армией Республики Босния и Герцеговина. Реже применялись сербами, они использовали РСЗО югославского производства.
4. Афганская война (1979—1989) — применялись афганскими моджахедами[31].
5. В Ирано-иракскую войну 1980-88 годов применялась иранской армией[32].
6. Гражданская война в Ливии[33][34].
7. В гражданской войне в Сирии РСЗО Тип 63 применяется как сирийской армией, так и всеми другими вооружёнными формированиями[35].
8. В гражданской войне в Ираке Тип 63 применяются всеми воюющими сторонами[36].

## Оценка проекта
Для сравнения в качестве аналога Тип 63 можно принять советскую РСЗО калибра 140 мм М-14 в буксируемом варианте для воздушно-десантных войск — РПУ-14, принятой на вооружение в 1957 году. При этом РПУ-14 превосходит Тип 63 как по дальности (9800 м), так и по массе снаряда (40 кг) и боевой части с зарядом ВВ в 4,2 кг. Вес 16-ти ствольной пусковой установки также больше — 1560 кг. Именно по причине значительного веса самой пусковой и применения тяжелого снаряда, РПУ-14 можно отнести к дивизионным системам, в отличие от Тип 63, которая изначально была полковой системой, а в настоящее время — батальонной. Благодаря малой массе пусковой и относительно лёгкому боеприпасу (18—19 кг) Тип 63 имеет лучшую мобильность, особенно в труднопроходимых и горных условиях, и пригодна для применения мелкими подразделениями непосредственно на поле боя.
Второй, близкой по параметрам реактивной системой, является югославская M-63 Plamen калибра 128 мм, принятая на вооружение в том же 1963 году. Пусковая с пакетом из 32-х стволов в незаряженном состоянии весит 1400 кг, а ОФ снаряд образца 1963 года массой 23,1 кг и весом боевой части в 7,55 кг имеет дальность до 8600 м. Таким образом, М-63 при несколько большей массе снаряда имеет те же боевые возможности, что и Тип 63.
Аналогами одноствольной установки Тип 85 условно можно считать советскую 122-мм установку Град-П и югославскую 128 мм M71 «Partizan». Но пусковая установка Град-П имеет вес 55 кг против 22,5 у Тип-85 и снаряд полным весом 46 кг с дальностью полёта до 10,8 км. То есть, превосходя Тип 85 в мощности снаряда и дальности стрельбы, Град-П имеет существенно больший вес не только самой установки, но и боеприпасов, что снижает его мобильность.
Другим близким к Тип 85 по характеристикам и выполняемым задачам орудием является станковый гранатомёт СПГ-9. Максимальная дальность стрельбы 73 мм осколочной гранатой ОГ-9 массой 3,6 кг из СПГ-9 составляет 4500 м. При этом сам гранатомёт в собранном виде весит 49,5 кг. Таким образом, Тип 85 превосходит СПГ-9 и по дальности стрельбы, и по мощности снаряда.
На первый взгляд, простая и устаревшая система Тип 63, именно благодаря своей простоте и надёжности, оказалась достаточно удачной для выполнения возлагавшихся на неё задач. В системе оптимально сочетаются достаточно высокая мощность огня (107-мм реактивный снаряд по могуществу близок к 105-мм гаубичному осколочно-фугасному снаряду), легкость и простота конструкции. Именно по этой причине, во многих государствах решили не «изобретать велосипед», разрабатывая собственные РСЗО, а покупать и копировать одну из наиболее удачных систем. Причём, тот факт, что Тип 63 или её реплики до сих пор находятся на вооружении армий многих государств и различных повстанческих вооруженных формирований, а список стран-производителей этой системы расширяется, подтверждает необходимость лёгких РСЗО в сухопутных войсках. Благодаря малой массе и габаритам Тип 63, получили широкое распространение импровизированные самоходные РСЗО на шасси различных автомобилей, в основном на пикапах.